# 洛赞
洛赞（法語：Lauzun，法語發音：[lozœ̃]）是法国洛特-加龙省的一个市镇，位于该省北部略偏西，和多尔多涅省接壤，属于马尔芒德区。

## 地理
洛赞（44°37'47"N, 0°27'38"E）面积24.09 平方千米，位于法国新阿基坦大区洛特-加龍省，该省份为法国西南部内陆省份，北起多爾多涅省，西接吉倫特省和朗德省，南至热尔省，东临塔恩-加龙省和洛特省。
与洛赞接壤的市镇（或旧市镇、城区）包括：圣欧班德卡德莱什、埃梅、塞尔和蒙吉亚尔、布尔古尼亚格、杜赞、拉朗迪斯、圣科隆德洛赞、塞里尼亚克佩布杜。

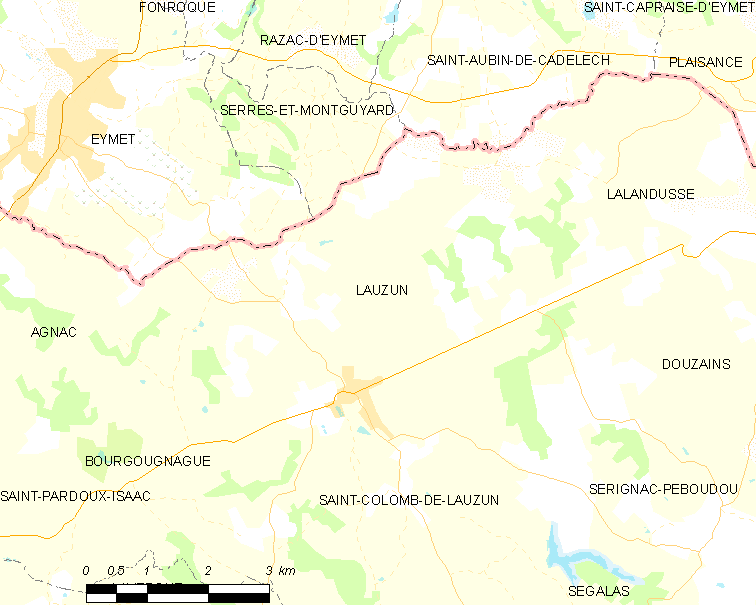
洛赞的OSM定位图

洛赞的时区为UTC+01:00、UTC+02:00（夏令时）。

## 行政
洛赞的邮政编码为47410，INSEE市镇编码为47142。

## 政治
洛赞所属的省级选区为德罗河谷县。

## 人口

1962-2008年间洛赞人口变化图示

洛赞于2022年1月1日时的人口数量为731人。

## 交通
洛特-加龙省省道D1线、D111线、D145线和D266线在镇中心交汇。